# Replat
En géomorphologie, géographie et géologie, un replat ou terrasse en gradin (en anglais : bench ou benchland) est une longue bande relativement étroite, plutôt de niveau, ou un terrain légèrement incliné qui est délimité par des pentes plus raides nettement au-dessus et en dessous. Les replats peuvent être d'origines différentes et créés par des processus géomorphologiques très différents.

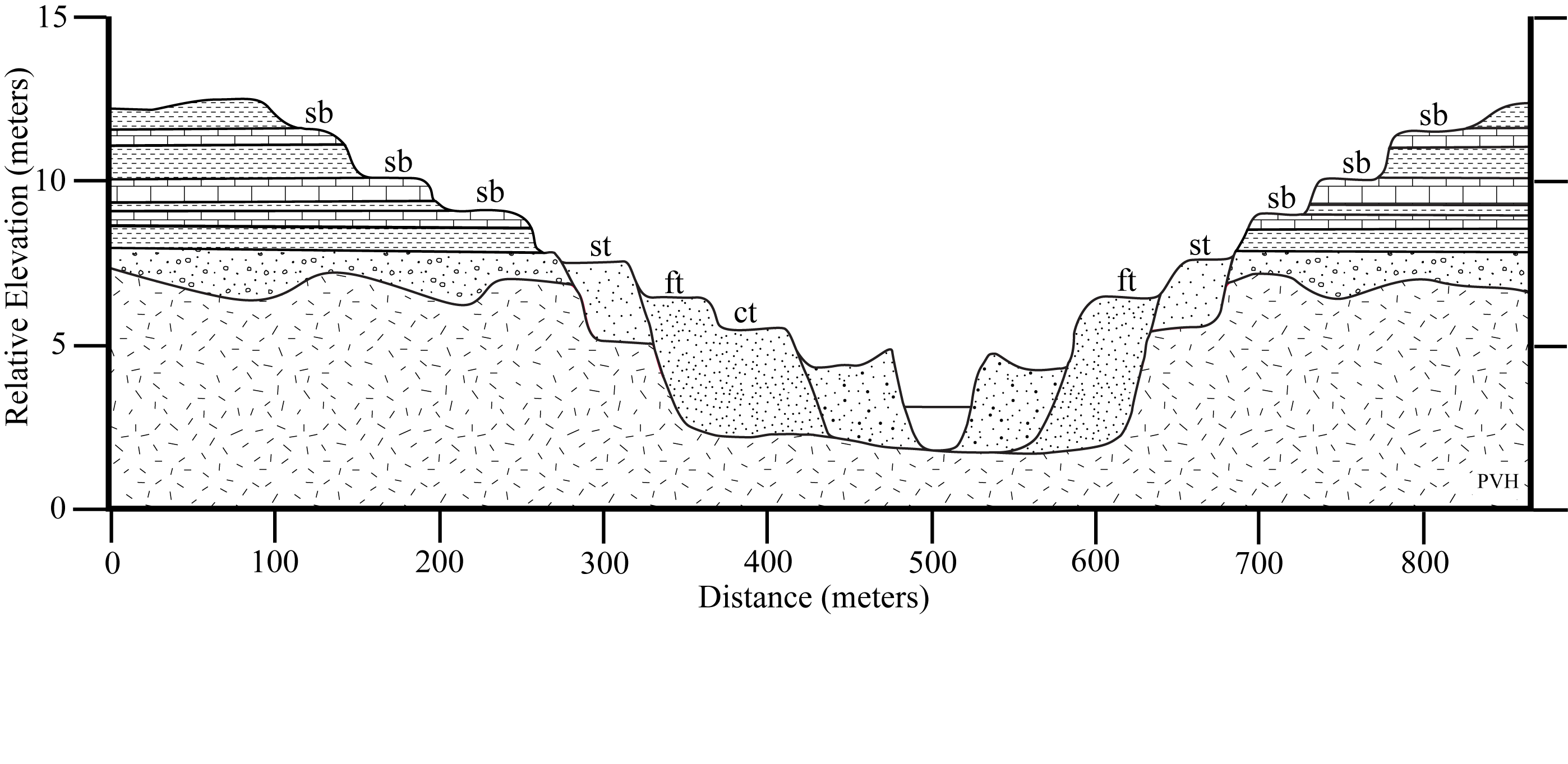
Coupe transversale hypothétique d'une vallée fluviale montrant différents types de replats. Ils comprennent des replats structuraux (sb) formés par l'érosion différentielle des lits de schiste recouvrant les lits de calcaire. En outre, ils comprennent des replats sous forme de terrasses étroites (st), de terrasses de remplissage (ft) et de terrasses coupées (ct) sous-jacentes aux sédiments fluviaux.

D'abord, l'érosion différentielle des roches ou des sédiments de dureté et de résistance à l'érosion variables peut créer des replats. Les scientifiques de la Terre ont appelé ces replats des « bancs structuraux » (structural benches). D'autres replats ensuite consistent en les terrasses fluviatiles étroites créées par l'abandon d'une plaine inondable, par un cours d'eau et le retranchement de la vallée fluviale dans celui-ci. Enfin, un replat est aussi le nom d'une étroite zone plate, souvent vue à la base d'une falaise maritime, créée par des vagues ou une autre érosion physique ou chimique près du rivage. Ces replats sont généralement appelés « plate-forme d'abrasion littorale » (en anglais : coastal benches, wave-cut benches ou wave-cut platforms),.
Dans l'exploitation minière, un replat est une étroite bande de terre coupée dans le côté d'une mine à ciel ouvert. Ces zones en forme de gradins sont créées le long des murs d'une mine à ciel ouvert pour l'accès et l'exploitation minière.